# 鷹司家
鷹司家是日本國的世族門閥，五攝關家之一。其成員有資格出任關白。屬於藤原北家嫡流近衛流庶流。鷹司的名字出自平安京的鷹司小路。家祖爲猪隅關白近衛家實之四男鷹司兼平，被稱爲楊梅御殿。明治十七年，該家當主鷹司熙通被授予公爵爵位。三十八年，熙通之次子信熙被授予男爵爵位。
日本戰國時代，當主鷹司忠冬於天文十五年去世後，該家斷絕了三十四年，直到天正七年二條晴良之子鷹司信房過繼至鷹司家。信房之四子信平被德川幕府賜予松平氏，至其孫信清時被封爲上野矢田藩主。這一支鷹司家在明治維新後改姓吉井，爵位爲子爵。
1743年，當主鷹司基輝十七歲去世，鷹司家再次絕嗣，基輝生父一條兼香派人去春日大社求神明的旨意，結果是當時皇族直仁親王之子淳宮過繼至鷹司家，是為鷹司輔平。此後鷹司家由皇室後裔繼承，即所謂皇别摄家，直到1872年鷹司輔熙隱居並將家督讓給養子鷹司熙通（九條尚忠之子）為止。1966年，當主鷹司平通因意外亡故，沒有留下子嗣，因此其外甥被過繼至鷹司家，是爲鷹司尚武。

## 鷹司家主要人物
- 鷹司兼平(1228年 - 1294年)
- 鷹司忠冬(1509年 - 1546年)
- 鷹司信房(1565年 - 1657年)
- 鷹司孝子(1602年 - 1674年) - 江戶幕府三代将軍德川家光的正室。
- 鷹司信子(1651年 - 1709年) - 江戸幕府五代将軍德川綱吉的正室。
- 鷹司輔平(1739年 - 1813年) - 閑院宮直仁親王的第四皇子、東山天皇的皇孫光格天皇的叔父。
- 鷹司政熙(1761年 - 1841年)
- 鷹司政通(1789年 - 1868年)

### 吉井藩主鷹司家（称・松平）
- 鷹司信平(1636年 - 1689年)（因身為德川家的親族允許使用松平家的家名）
- 松平信政(1661年 - 1691年)
- 松平信清(1689年 - 1724年)
- 松平信友(1712年 - 1760年)
- 松平信有(1739年 - 1793年)
- 松平信明(1745年 - 1775年)
- 松平信成(1767年 - 1800年)
- 松平信充(1775年 - 1803年)
- 松平信敬(1798年 - 1841年)
- 松平信任(1828年 - 1847年)
- 松平信発(1824年 - 1890年)
- 吉井信謹(1853年 - 1890年)（從松平改為吉井氏）